# كأس هاكر فيسبوك
كأس هاكر فيسبوك (بالإنجليزية: Facebook Hacker Cup)‏ هي مسابقة برمجة دولية سنوية يستضيفها ويديرها فيسبوك، المسابقة هي جزء من دائرة مسابقات البرمجة الدولية السنوية التي تشمل جوجل كود جام وتوب كودر أوبن ومسابقة البرمجة الجامعية الدولية.

## تاريخ
بدأت المسابقة في عام 2011 كوسيلة لتحديد أفضل المواهب الهندسية للعمل المحتمل في فيسبوك. تتكون المنافسة من مجموعة من المشاكل الخوارزمية التي يجب حلها في فترة زمنية محددة، يجوز للمنافسين استخدام أي لغة برمجة وبيئة تطوير لكتابة حلولهم.

## الفائزون السابقون
أقيمت نهائيات 2020 ونهائيات 2021 بتنسيق عبر الإنترنت استجابةً لوباء فيروس كورونا 2019.
| المسابقة | موقع النهائيات                           | المركز الأول        | المركز الثاني   | المركز الثالث    |
| -------- | ---------------------------------------- | ------------------- | --------------- | ---------------- |
| 2021     | عبر الإنترنت                             | Andrew He           | Alexey Danilyuk | Jiang Lingyu     |
| 2020     | عبر الإنترنت                             | Gennady Korotkevich | Benjamin Qi     | Andrew He        |
| 2019     | دبلن، إيرلندا                            | Gennady Korotkevich | Mikhail Ipatov  | Petr Mitrichev   |
| 2018     | مينلو بارك، كاليفورنيا، الولايات المتحدة | Mikhail Ipatov      | Makoto Soejima  | Andrew He        |
| 2017     | سياتل، واشنطن، الولايات المتحدة          | Petr Mitrichev      | Park Sung Gwan  | Mikhail Ipatov   |
| 2016     | لندن، المملكة المتحدة                    | Makoto Soejima      | Yuhao Du        | Ting-Wei Chen    |
| 2015     | مينلو بارك، كاليفورنيا، الولايات المتحدة | Gennady Korotkevich | Dmytro Soboliev | Gleb Evstropov   |
| 2014     | مينلو بارك، كاليفورنيا، الولايات المتحدة | Gennady Korotkevich | Tomek Czajka    | Makoto Soejima   |
| 2013     | مينلو بارك، كاليفورنيا، الولايات المتحدة | Petr Mitrichev      | Jakub Pachocki  | Marcin Smulewicz |
| 2012     | مينلو بارك، كاليفورنيا، الولايات المتحدة | Roman Andreev       | Tomek Czajka    | Tiancheng Lou    |
| 2011     | مينلو بارك، كاليفورنيا، الولايات المتحدة | Petr Mitrichev      | Khúc Anh Tuấn   | Tiancheng Lou    |

## النتائج حسب الدولة
| Country                    | المركز الأول | المركز الثاني | المركز الثالث |
| -------------------------- | ------------ | ------------- | ------------- |
| روسيا                      | 5            | 1             | 3             |
| بيلاروسيا                  | 4            | 0             | 0             |
| الولايات المتحدة الأمريكية | 1            | 1             | 2             |
| اليابان                    | 1            | 1             | 1             |
| بولندا                     | 0            | 3             | 1             |
| أوكرانيا                   | 0            | 2             | 0             |
| الصين                      | 0            | 1             | 3             |
| كوريا الجنوبية             | 0            | 1             | 0             |
| فيتنام                     | 0            | 1             | 0             |
| تايوان                     | 0            | 0             | 1             |